# 德华大学
德华大学（德語：Deutsch-Chinesische Hochschule），又译作德华高等学堂、青岛特别高等专门学堂、青岛特别高等学堂、青岛特别高等专门学校等，是20世纪初德国和中国在膠州灣租借地（今青島市）合办的一所大学，也是第一所设立在東亞并得到政府承认的德国大学，存在时间为1909年到1914年。 因其办学地点位于台西海滨黑澜兵营旧址，所以又俗称黑澜大学。

## 办学历史
1905年，德国开始执行将青岛建成模范租借地的计划，投入巨资兴建各类基础设施。1907年，德国计划在青岛租借地创办一所高等学堂。1908年，中德两国代表，学部尚书张之洞和汉堡大学汉学家福兰阁（Otto Franke）通过谈判，决定在青岛联合办学，其开办经费由德国政府投资60万马克，中国政府投资4万马克。总管全校事务的学堂监督（即校长）由德国人担任，中国方面可委派一位学堂总稽察，行使监管中国师生以及与校长共同签署学生毕业证书的职能。
1909年9月12日学校开学（开学典礼在10月25日补行），第一任校长为德国地质学家、海军部官员格奥尔格·凯贝尔（Georg Keiper），总稽察为学部员外郎蒋楷。1912年时该校有德国教师26人，多数拥有博士、硕士学位，如数学教授康拉德·克诺普、植物学教授威廉·瓦格纳、物理学教授卡尔·艾利希·胡普卡等，也有6位既有中国科举考试功名，又有新式学堂学历的中国教师，包括中国文学及伦理学教授于濂芳等。学生来自全国和海外，1912年在校学生有340人，1914年达400余人。
1914年，德华大学因日德战争爆发停办，至此共毕业本科生200多名。在校学生中有43人迁至上海同济医工学校，同济医工学校因此增设土木科。

## 学制与课程
该校学制为二级高等教育建制，包括预科、本科及中文科。其中预科传授基础知识（包括德语、历史、地理、数学、逻辑学、生物学、物理学、化学和绘画课这些西方课程以及古籍、历史、地理、伦理和文学这些中国传统课程），学制6年，相当于正规中学。本科修学专门学科，学制4年到6年，最初设法政、工、医、农林四科，本科亦开设德文和中文课。另外亦有中文科，毕业考试通过者可以进入国子监以取得文学学衔。在课程设置上该校更为注重应用技术，而非涉及意识形态的内容。

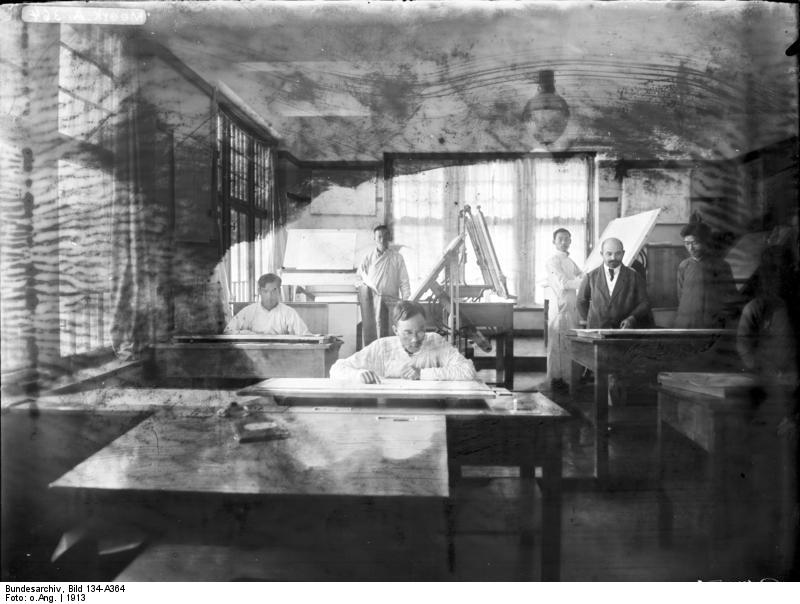
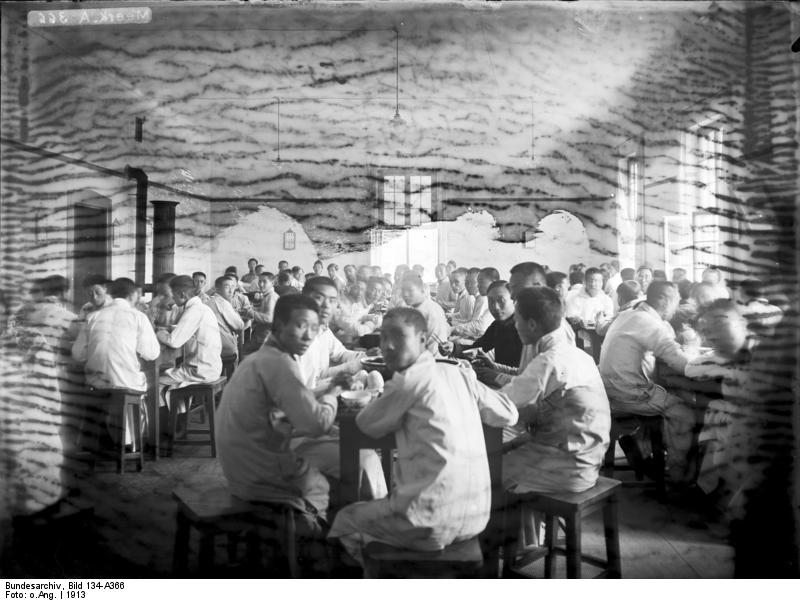
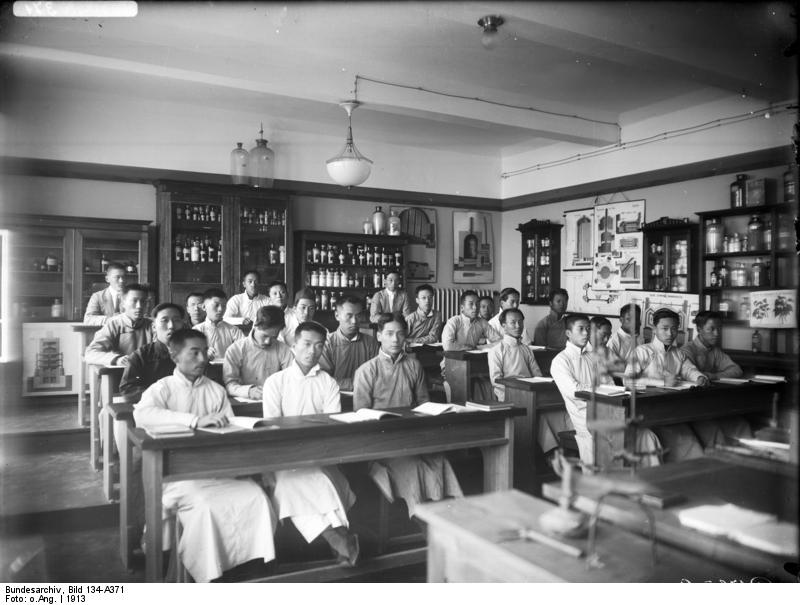
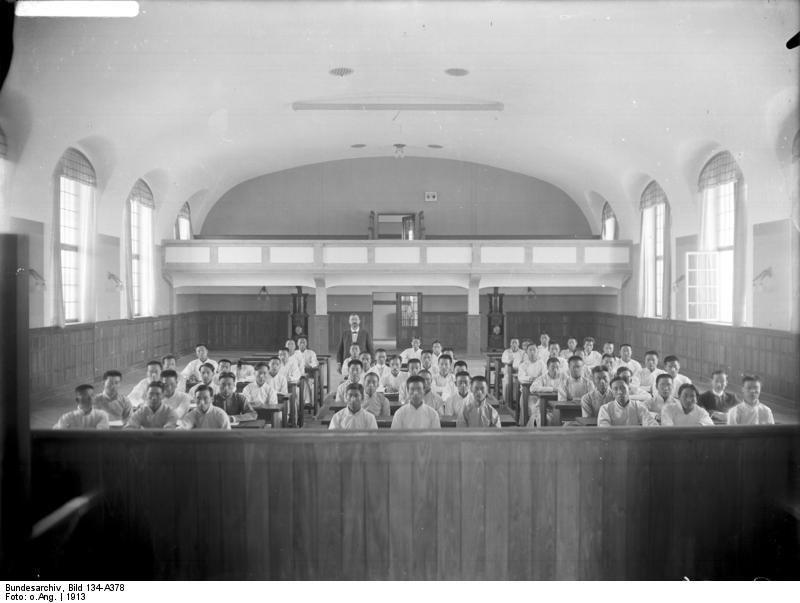
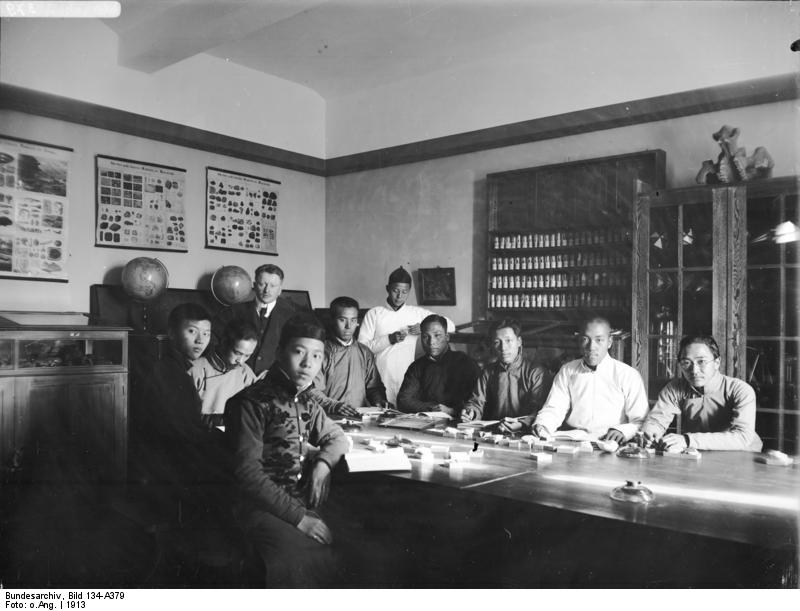
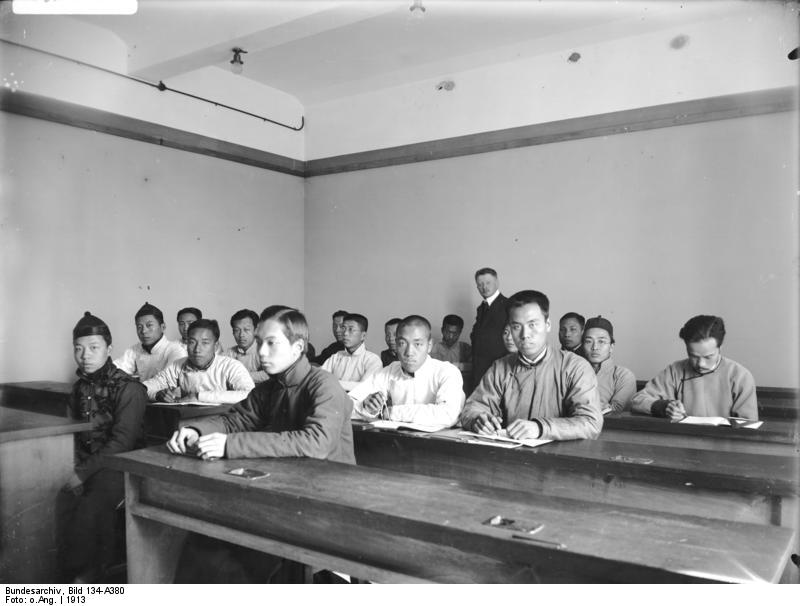
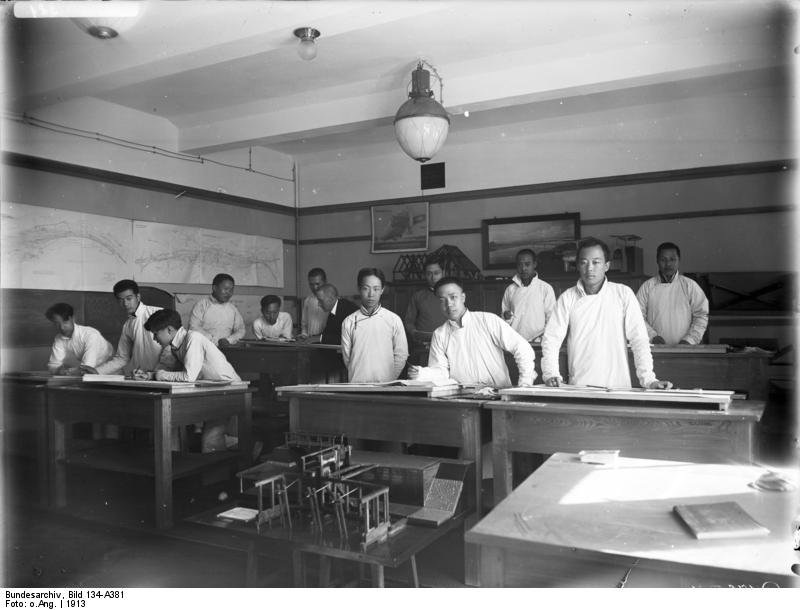
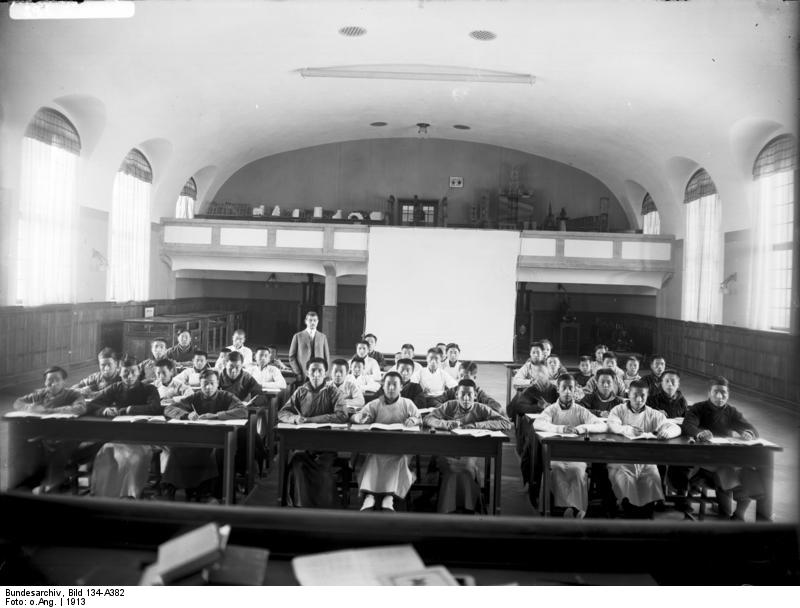
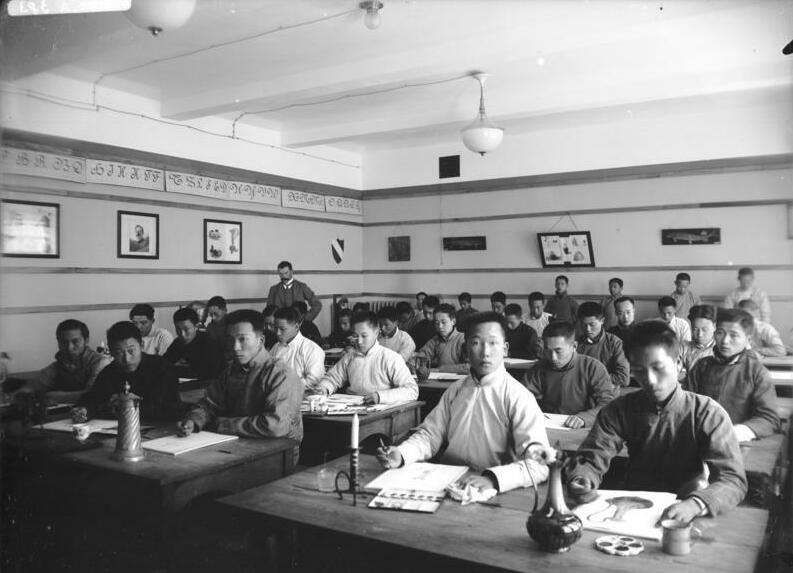
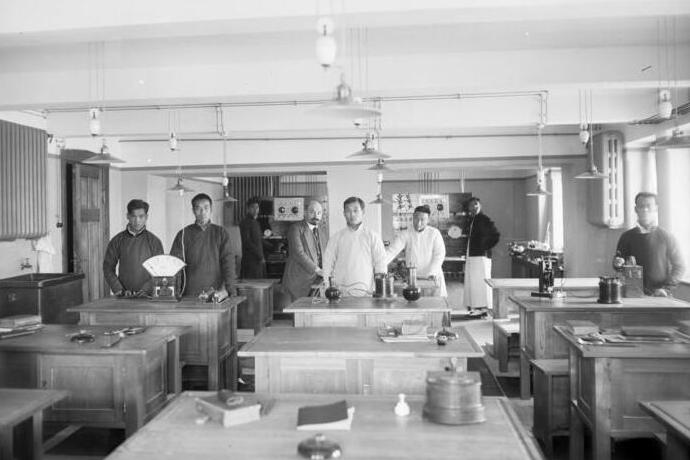
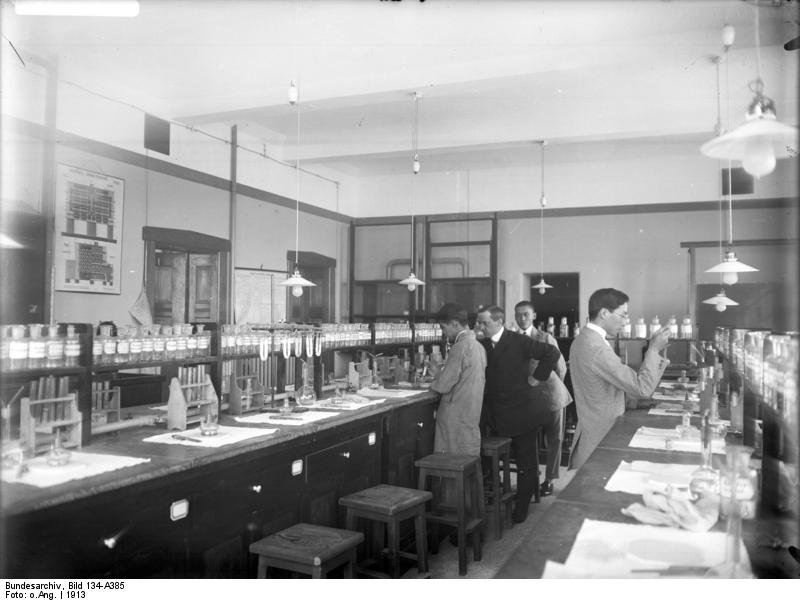
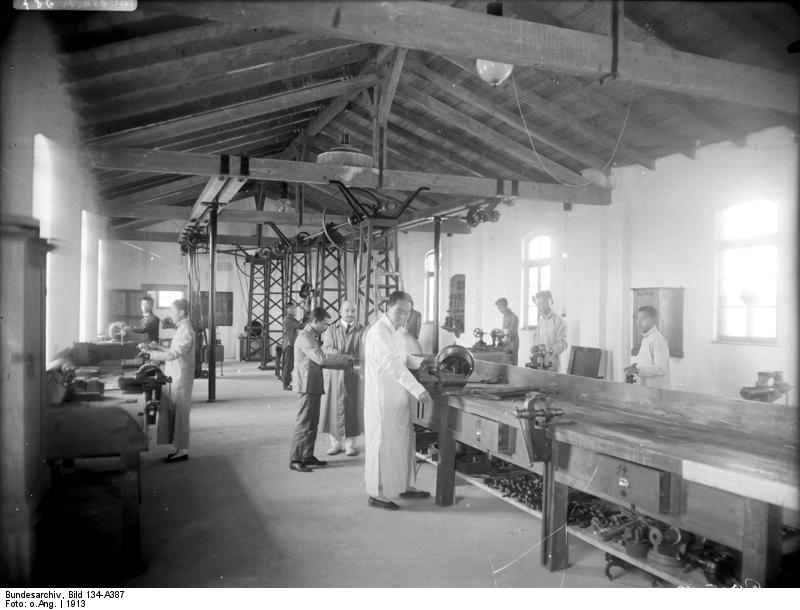

## 知名校友
- 王献唐，历史学家、考古学家。
- 宗白华，诗人、美学家、哲学家[7]。
- 刘铨法，青岛民国时期著名建筑师，曾任礼贤中学校长。
- 赵琪，曾任胶澳商埠局总办和青岛第二次日占时期的青岛特别市市长[8]。

## 学校旧址
德华大学的旧址地处铁路青岛站以西的台西片区，北起单县路、西至汶水路，南至贵州路海滨（二十世纪八十年代市南区台西片区南部填海，使得贵州路不再滨海），东至鱼台路。学校旧址建立在建于1899年的德国海军野战炮兵兵营（Feldartilleriekaserne，俗称黑澜兵营）的原址上，1909年开学的同时，也在进行教学楼的建设工程。新的楼房均于1910年之后竣工。主教学楼位于南部，高两层，四坡斜屋顶，其后侧为大礼堂和图书馆。此外校区还包括北部的两栋学生宿舍，以及一座服务楼与一座住宅。西侧有一栋双层长条形建筑为野战炮兵营的遗存，该楼至今仍存，为青岛市区最老的兵营建筑。直至1914年，校方仍在筹划校舍的扩建工程，比如向北扩建一座新的宿舍楼，将教学大楼向西扩建等。一些扩建计划已经开始实施，甚至已经开始铺设地基，但战争和学校的停办打断了一切计划。
学校停止办学后，校舍相继被改做他用。其中原办公楼与教学楼成为胶济铁路局兼日军青岛军政署铁道部办公楼，自此长期为铁路部门所用，1949年后为青岛铁路分局（今济南铁路局青岛办事处）沿用至今。1916年4月15日，日本高等女校开学，校址设在原野战炮兵营的长营房内，位于今黄台路的新校舍于1918年建成，原营房被铁路部门一并使用。原学生宿舍后来成为青岛铁路医院（今青岛市第九人民医院），原学生宿舍以北地段改为铁路青岛工务段、电气段所属。汶上路以西部分30年代成为青岛学院商业学校，现为青岛一中。朝城路以东部分地段后来分别成为1930年开办的青岛市民众教育馆、青岛朝城路小学及青岛第十二中学（后改为青岛外事服务学校）。
- 原野战炮营，约1900年
- 德华大学时代的野战炮营
- 牲畜棚舍，也可能是野战炮营的遗存
- 农业教室，也可能是野战炮营的遗存
- 主教学楼
- 西北侧远景
- 东北侧远景
- 宿舍楼东侧远景
- 建设中的两座宿舍楼
- 东侧宿舍楼
- 宿舍楼后侧附属建筑
- 胶济铁路管理局，原教学楼及礼堂（右侧），1910年代
- 胶济铁路管理局
- “山东铁道管理部”，1910年代
- 原德军野战炮营西侧，时为日本高等女校临时教学楼，1916年
- 日本高等女校课间操，右侧可见德华大学扩建工程的地基
- 胶济铁路管理局，约1930年代
- 青岛铁路医院，原学生宿舍，1990年代，现已不存
- 青岛铁路分局，约2007年
- 野战炮营旧址，2016年